# Psychotria wilkesiana
Psychotria wilkesiana är en måreväxtart som beskrevs av Paul Carpenter Standley. Psychotria wilkesiana ingår i släktet Psychotria och familjen måreväxter. Inga underarter finns listade i Catalogue of Life.